# ماوس جادویی

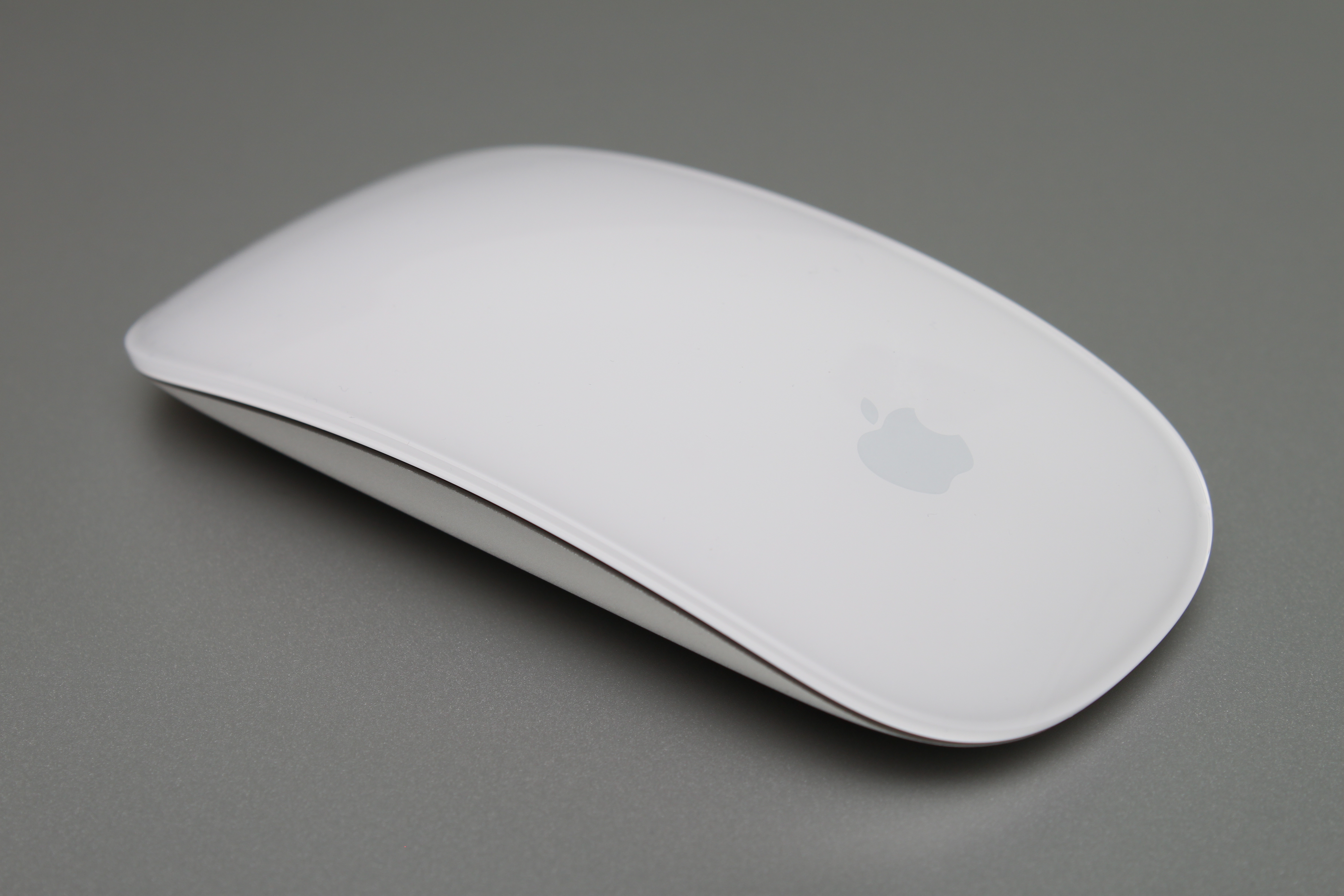
ماوس جادویی

ماوس جادویی (به انگلیسی: Magic Mouse) یک ماوس چندلمسی تولید و فروخته شده توسط شرکت اپل است. فروش این ماوس از اکتبر ۲۰۰۹ آغاز شد. این، اولین ماوسی است که از قابلیت چندلمسی پشتیبانی می‌کند.
پس از معرفی محصولاتی نظیر آی‌فون، آی‌پد، آی‌پاد تاچ و ترک‌پد چندلمسی، ماوس جادویی به کاربر اجازه می‌دهد از ژست‌های حرکتی نظیر سوایپ و اسکرول بر روی بدنه ماوس استفاده کند. این ماوس توسط بلوتوث به کامپیوتر متصل می‌شود و از باتری سایز AA استفاده می‌کند.

## ماوس جادویی (نسل اول)
نسل اول ماوس جادویی به صورت بی‌سیم از طریق بلوتوث به رایانه مک متصل می‌شد. این ماوس جادویی توسط دو باتری تأمین انرژی می‌شد و مانند موس‌های بی‌سیم نسل قبلی، توسط یک حسگر لیزری کار می‌کرد. تا سال ۲۰۱۶میلادی سری اول ماوس‌های جادویی اپل با باتری‌های غیرقابل شارژ کار می‌کرد بعد از آن یک باتری قابل شارژ وارد بازار شد که شامل دو باتری قابل شارژ NiMH AA بود که برای استفاده با لوازم جانبی مک مانند ماوس جادویی طراحی شده بود.

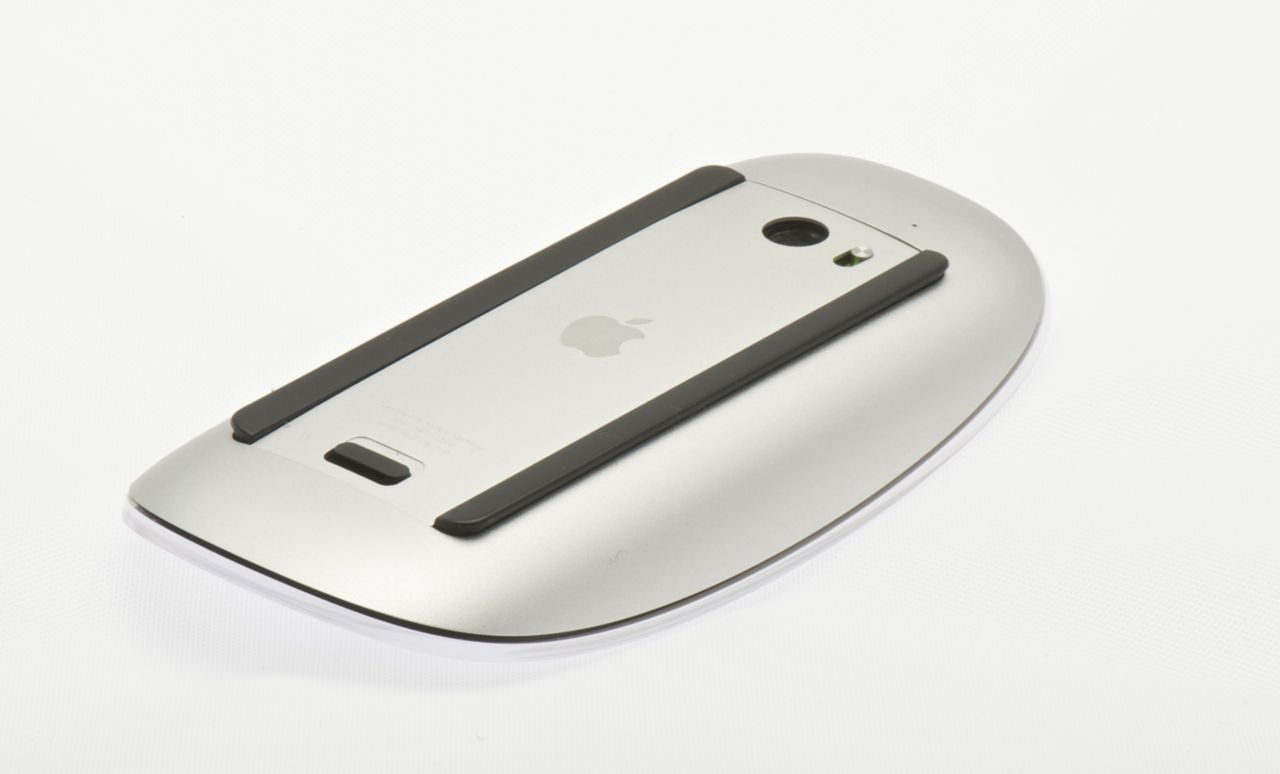
عکس از قسمت زیرین نسل اول ماوس جادویی

ماوس جادویی از سطح چند لمسی برای پیمایش ۳۶۰ درجه استفاده می‌کرد و جایگزین اسکرول لاستیکی ماوس بود که به صورت لمسی عمل می‌کرد. ماوس جادویی نسل اول از کلیک چپ و راست همزمان پشتیبانی نمی‌کرد.

## ماوس جادویی (نسل دوم)
ماوس جادویی نسل دوم در تاریخ ۱۳ اکتبر ۲۰۱۵میلادی به بازار عرضه شد و ویژگی‌های منحصر به فردی مانند سطح اکریلیک با قابلیت چند لمسی و اتصال از طریق بلوتوث با خود به همراه داشت. تفاوت اصلی نسل دوم ماوس‌های جادویی عدم استفاده از باتری‌های غیرقابل شارژ بود، که به جای آن دارای یک باتری قابل شارژ لیتیوم یونی و کانکتور لایتنینگ برای شارژ شدن آن بود.

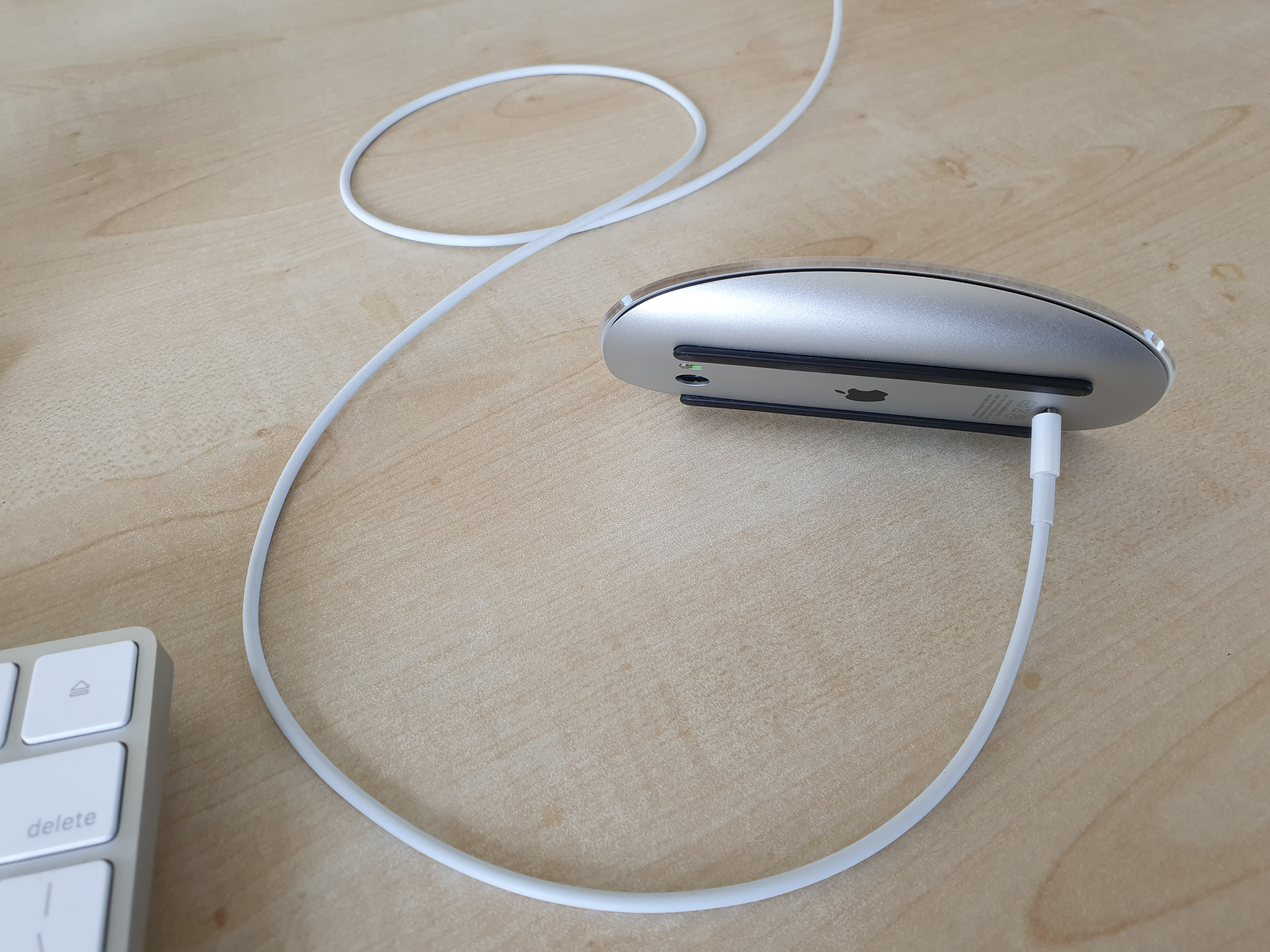
درگاه شارژ ماوس جادویی (نسل دوم) در قسمت زیرین آن قرار دارد و استفاده از ماوس در هنگام شارژ ممکن نیست.

رنگ خاکستری ماوس جادویی (نسل دوم) در سال ۲۰۱۷میلادی همراه با صفحه کلید جادویی معرفی شد. پورت شارژ لایتنینگ در پایین ماوس قرار دارد و در هنگام شارژ آن را غیرقابل استفاده می‌کند، موضوعی که به شدت مورد انتقاد قرار گرفت.

## ژست‌های حرکتی
- کلیک
- کلیک دو دکمه‌ای
- اسکرول ۳۶۰ درجه
- زوم
- سوایپ دوانگشتی